# Oparl
OParl ist ein Standard API für den Zugang zu Ratsinformationssystemen. Der Standard wird von der gleichnamigen Initiative veröffentlicht und vorangetrieben. Das Ziel von OParl ist durch die Schaffung der standardisierten Schnittstelle den Zugang zu den Inhalten einfacher und so diese  maschinenlesbar zu machen. Dadurch besteht die Möglichkeit, dass diese als Open Data zur Verfügung gestellt werden können. 

## Geschichte
2012 wird auf der Veranstaltung "Stadt Land Code" der Open Knowledge Foundation (OKF) Deutschland das erste Mal über einen möglichen Standard gesprochen. Die ersten Entwürfe werden auf github veröffentlicht.
2013 wird ein Workshop über offene Ratsinformationssysteme in Köln abgehalten. Teilnehmer an dem Workshop sind Vertreter von Kommunen, Softwarehersteller und Personen aus der Forschung. Es wird das zum ersten Mal der Name OParl als Standard genannt.
2014 erfolgt ein Aufruf an alle Interessierten zur Spezifikation beizutragen.
2016 OParl 1.0 wird veröffentlicht.
2018 OParl 1.1 wird veröffentlicht.

## Technik
OParl nutzt JSON bzw. stellt die Inhalte in JSON-Notation da. Der Zugriff auf die Schnittstelle erfolgt per HTTP und folgt dem Prinzip einer REST Schnittstelle.

## Initiative und Unterstützer
Die Initiative steht unter der Leitung der Open Knowledge Foundation Deutschland e.V..
Zu den Unterstützern zählen (gekürzt):
Softwarehersteller verschiedener Ratsinformationssysteme:
- Sternberg
- SOMACOS
- CC e-gov GmbH
- more!software
- PROVOX Systemplanung GmbH
- QuinScape GmbH

Kommunale Dienstleister
- Citeq
- ITDZ Berlin
- kiru
- KDVZ Rhein-Erft-Rur
- regioIT

Kommunen:
- Stadt Bonn
- Stadt Köln
- Stadt Moers